# 盧然卡河 (泰雷斯瓦河右支流)
盧然卡河（烏克蘭語：Лужанка），是烏克蘭的河流，位於該國西部外喀爾巴阡州，屬於泰雷斯瓦河的右支流，流經佳切夫區，河道全長34公里，流域面積150平方公里。